# Frontera entre Guyana y Surinam
La frontera entre Guyana y Surinam es un lindero internacional continuo que delimita los territorios nacionales de ambos países colindantes en el norte de América del Sur, así como fuera de ella en el océano Atlántico.

## Trazado
La frontera terrestre sigue el río Corentín. Dos puntos son fuentes de disputa entre ambos países:
- La posesión del curso mismo del Corentín (Surinam reivindica una frontera sobre la margen izquierda del río, Guyana sigue el talweg) de este;
- La región al sur, entre los ríos New (frontera reivindicada por Surinam) y el Kutari (frontera reivindicada por Guyana), dos afluentes del Corentín.

A causa de la querella fronteriza con relación al Corentín, existía igualmente un contencioso en lo relativo a la frontera marítima entre ambos países. Este diferendo fue dirimido el 17 de septiembre de 2007 por la Corte Permanente de Arbitraje (CPA), que consideró que el principio de equidistancia tenía que utilizarse para delimitar la plataforma continental y la zona económica exclusiva.

## Historia

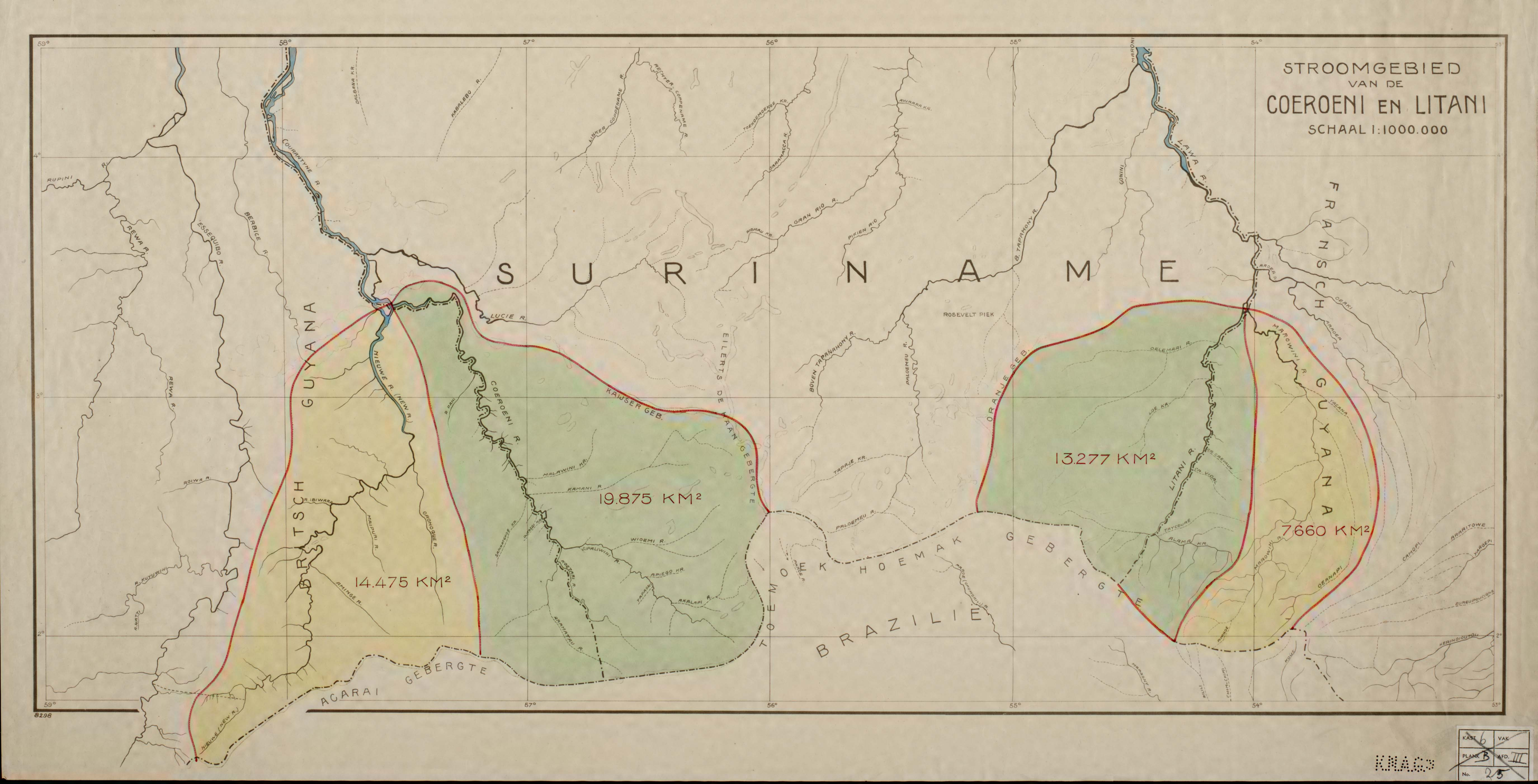
Disputas fronterizas de Surinam.

Territorio de Guyana reclamado actualmente por Venezuela (rojo) y por Surinam (amarillo) en la actualidad.

Durante las guerras napoleónicas, el Reino Unido ocupó las colonias de la Guayana Neerlandesa (Barbiezos, Demerara, Esequibo y Surinam). En aquellos tiempos, la frontera entre Barbiezos y Surinam no estaba claramente definida, aunque un acuerdo concluido entre sus gobernadores respectivos en 1799 atribuía toda la región hasta la margen izquierda del río Corentín a la colonia de Barbiezos. Por el tratado anglo-neerlandés de 1814, los Países Bajos renunciaban formalmente a las colonias de Barbiezos, Demerara y Esequibo en beneficio del Reino Unido, pero conservaban Surinam. En 1831 las tres posesiones fueron reunidas en el seno de una nueva entidad, la Guayana Británica.
En 1841, el explorador británico Robert Hermann Schomburgk remontó el río Corentín con el fin de establecer la frontera entre las posesiones británicas y la neerlandesa. Él la fijó sobre el río Kutari, que creyó era el brazo principal del río. Sin embargo, en 1871, el geólogo británico Barrington Brown descubrió un afluente del Corentín, el New, más ancho que el Kutari según su relato. El New está ubicado al oeste del Kutari, resultando así una región disputada entre ambos países que consistía en un triángulo de aproximadamente 16 000 km² que delimitaba ambos cursos de agua. En 1899, el arbitraje de París, a cargo de finiquitar la querella anglo-venezolana con relación a la Guayana Esequiba, concluyó igualmente a favor de la Guayana Británica con relación al problema de su frontera oriental.
En 1936, una comisión mixta redactó un compromiso: los Países Bajos recibirían el río Corentín, pero abandonarían sus reclamos sobre el triángulo del río New. También se definió un punto en la orilla oeste del Corentín como una desviación del límite marítimo entre las colonias, que formaría un ángulo de 10 grados con el meridiano. El estallido de la Segunda Guerra Mundial impidió la celebración de este acuerdo. A fines de la década de 1950 y principios de la de 1960, se produjeron nuevos intentos de arreglos, sin resultados concretos, mientras se producían incidentes en el área del triángulo del New. Todos los intentos de resolver el conflicto han fracasado hasta ahora.